# Zespół Pieśni i Tańca Politechniki Warszawskiej
Zespół Pieśni i Tańca Politechniki Warszawskiej – reprezentacyjna grupa folklorystyczna jednej z największych polskich uczelni technicznych, założona w 1951 roku. Grupa ma charakter instrumentalno–wokalno–taneczny. Tworzą ją studenci oraz absolwenci niemal wszystkich wydziałów PW, a także innych warszawskich uczelni. Występuje na scenach krajowych i zagranicznych, prezentując polski folklor, w tym pieśni, tańce i melodie pochodzące z większości polskich regionów. W repertuarze zespołu znajdują się, oprócz suit tematycznych tańców z danego regionu, również kompletne widowiska artystyczne nawiązujące do polskiej historii narodowej i motywów ludowych.

## Kadra
- Kierownik Zespołu: Klara Hadi
- Kierownik Artystyczny: Jarosław Wojciechowski
- Kierownik muzyczny: Magdalena Dąbek
- Chórmistrz: Justyna Nowak
- Pedagog śpiewu: Katarzyna Zemler
- Przygotowanie kostiumów: Janusz Kaspryk, Katarzyna Basara, Paulina Niewiadomska
- Honorowy konsultant ds. artystycznych: Maria Czupratowska-Semczuk

## Historia zespołu

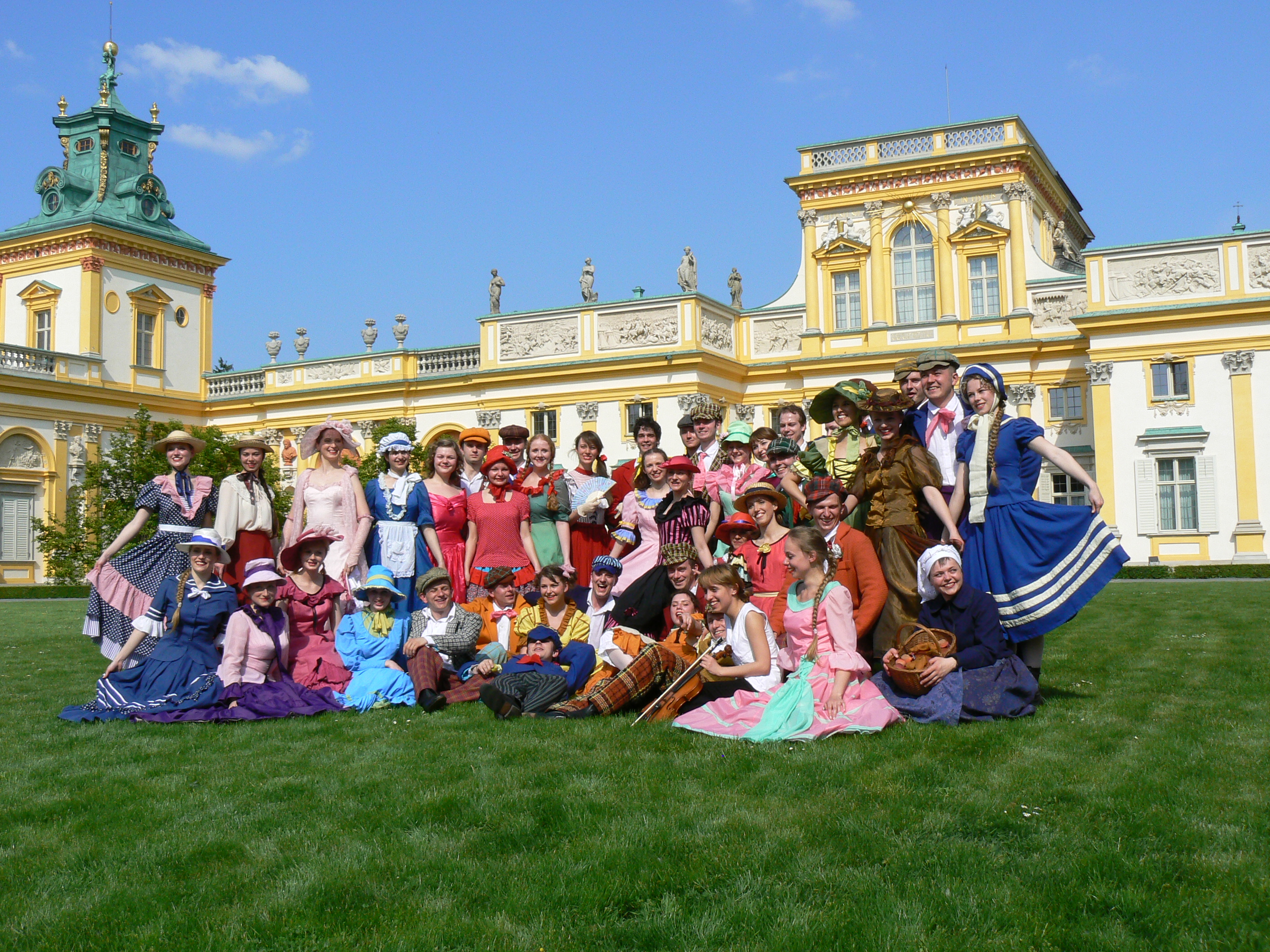
Zespół w strojach mieszczaństwa warszawskiego, Wilanów 2007

Zespół Pieśni i Tańca Politechniki Warszawskiej powstał jako pierwszy folklorystyczny zespół uczelniany w Warszawie. Ma w swoim repertuarze pieśni i tańce z różnych regionów Polski, tańce narodowe, obrzędy i zwyczaje wsi polskiej. Dał ponad 3000 koncertów na scenach krajowych i zagranicznych. Jest zdobywcą m.in. srebrnej i brązowej Kolii Książąt Burgundii, srebrnej płyty przyznanej przez francuską Akademię Muzyczną im. Charles’a Crosa Międzynarodowego Festiwalu w Izmirze – Złotej Artemidy oraz głównej nagrody na Harmonie Festiwal '99 w Lindenholzhausen w Niemczech. Za zasługi dla Warszawy otrzymał Złotą Syrenkę. Odznaczony też jest Złotym Krzyżem Zasługi oraz dyplomem Ministra Spraw Zagranicznych za propagowanie polskiej kultury za granicą.